# ネイチャー セルバイオロジー
ネイチャー セルバイオロジー（英: Nature Cell Biology、Nat. Cell Biol.) は、Nature Publishing Groupが発行している国際学術誌である。
細胞生物学領域にあたる研究の成果を載せている。世界各国の研究者より投稿される論文はピアレビューにより精査され、基準を満たすもののみが掲載される。科学情報研究所 (Institute for Scientific Information, ISI) の統計による2013年のインパクトファクター は20.058。